# Stefan Bukorac
Stefan Bukorac (in serbo Стефан Букорац?; Sremska Mitrovica, 15 febbraio 1991) è un calciatore serbo, centrocampista del Napredak Kruševac.